# 아발롱

아발롱(Avallon)은 프랑스 중동부 부르고뉴 지역의 도시로, 욘주에 속한 도시이다. 부르고뉴 중심도시인 디종과 매우 가까운 위치에 있다.

## 방송
- JTBC 내 친구의 집은 어디인가 프랑스 편에 출연한 로빈 데이아나의 고향이기도 하다.